# Friedbert Ritter

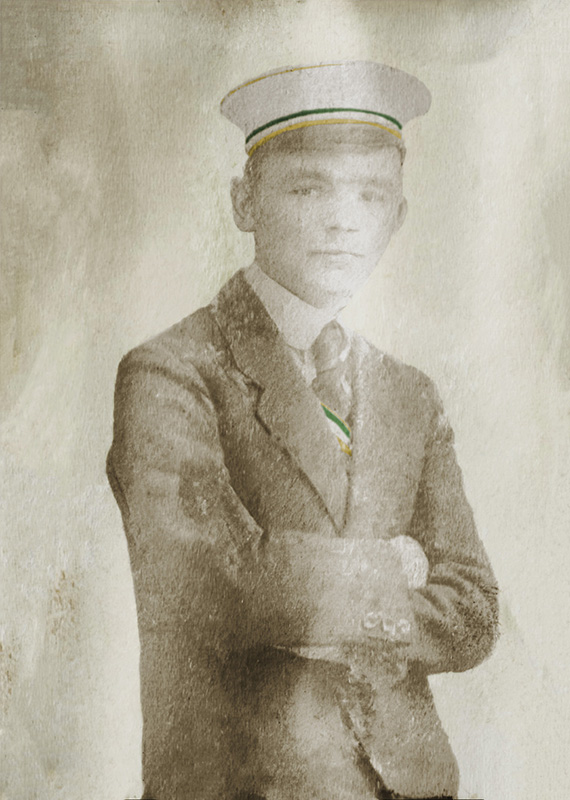
Friedbert Ritter als Marburger Wingolfit

Friedbert Emil Friedrich Albert Ritter (* 18. Februar 1900 in Hessisch Lichtenau; † 22. Februar 1981 in Hallgarten) war ein deutscher Chemiker und Industriemanager.

## Leben

### Familie und Ausbildung
Friedbert Ritter war ein Sohn des evangelischen Pfarrers Gottfried Theodor Ritter und dessen Ehefrau Charlotte Ritter geborene Schaub, damit auch jüngerer Bruder des Historikers Gerhard Ritter, des Theologen Karl Bernhard Ritter sowie des Orientalisten Hellmut Ritter. Er wandte sich nach dem Abitur dem Studium der Chemie an der Philipps-Universität Marburg zu, das er 1923 mit der Promotion zum Dr. phil. abschloss. Während seines Studiums wurde er Mitglied im Marburger Wingolf.
Ritter war in erster Ehe verheiratet mit der aus Stuttgart gebürtigen, 1929 verstorbenen Maria Martha, der Tochter des Verlagsbuchhändlers Max Holland. In zweiter Ehe heiratete Ritter 1931 die 1909 geborene Margarethe, Tochter des Postmeisters in Hessisch Lichtenau, Gideon Ritter (1873–1954). Aus dieser Ehe stammten die fünf Kinder Wolfram, Gudrun, Jost, Beate und Monika.
Ritter, der Nachfahre der heiliggesprochenen Landgräfin Elisabeth von Thüringen und des Reformators Philipp Melanchthon war, starb 1981 knapp nach Vollendung seines 81. Lebensjahrs in Hallgarten.

### Berufliche Laufbahn
Ritter begann nach dem Studienabschluss eine Karriere in der Industrie, in deren ersten Verlauf er zwischen 1924 und 1927 als Chemiker und Ingenieur an der Entwicklung eines produktiveren Verfahrens für die Phosphorchemie in Bitterfeld beteiligt war. Später, während des Dritten Reichs war er Direktor im I.G. Farben-Konzern. In der Folge wurde Ritter am 11. Juli 1946 von der britischen Militärregierung als Treuhänder sowie Geschäftsführer des Aktien-Gesellschaft für Stickstoffdünger in Knapsack eingesetzt, 1951 wurde er zum Vorstandsvorsitzenden der Knapsack-Griesheim AG ernannt, gleichzeitig wurde er in den Vorstand der Farbwerke Hoechst AG gewählt. 1961 zog er sich aus dem Berufsleben zurück.
Ritter, der darüber hinaus diverse Ehrenämter bekleidete, wurde in Anerkennung seiner Verdienste um die wirtschaftliche Entwicklung der Chemie im Werk Knapsack mit der Ehrendoktorwürde der Technischen Hochschule Stuttgart sowie mit dem Großen Bundesverdienstkreuz ausgezeichnet.